# Chiesa di San Filippo Neri (Perugia)
La chiesa di San Filippo Neri, nota anche come chiesa dell'Immacolata Concezione o Chiesa Nuova, è uno dei luoghi di culto più importanti della città di Perugia. Situata nel centro storico di Perugia sull'asse di Via dei Priori, Via della Cupa e Via della Stella, nel quartiere di Porta Santa Susanna, fu costruita nel XVII secolo (1627-1665) su progetto dell'architetto romano Paolo Maruscelli, e rappresenta tra gli esempi di maggior rilievo di barocco a Perugia.

## Storia
La chiesa, affacciata su Piazza Baldassarre Ferri, nasce sullo spazio creato dall'abbattimento di ben nove abitazioni, alcune botteghe, cantine ed una chiesa paleocristiana: l'antico Battistero di San Giovanni Rotondo (XI secolo).
L'avvio dei lavori della chiesa attuale risale al maggio del 1627, con l'apposizione della prima pietra, alla presenza di monsignor Virginio Florenzi, perugino ma vescovo di Nocera Umbra, in vece del vescovo di Perugia, il cardinale Cosimo de Torres, in quei giorni a Roma. La prima pietra consisteva in una cassa in travertino contenente dodici medaglie di bronzo e una d'argento in onore di Cristo e degli apostoli, da un lato vi era impressa l'effigie della Concezione a cui era titolata la chiesa e dall'altro l'immagine di san Filippo Neri con il modellino della facciata.
Il progetto e la direzione dei lavori vennero affidati all'architetto Paolo Maruscelli, già al servizio dei filippini a Roma dal 1622, dove si fece un nome come architetto di sacrestie e complessi per ordini religiosi, ma soprattutto legato alla ricostruzione di Palazzo Medici-Madama (1637-1647). Come la chiesa S.Maria della Vallicella detta Chiesa Nuova (Roma), prototipo delle chiese filippine, anche questa è ispirata all’architettura romana controriformata, rispondente ai canoni del Concilio di Tento, per cui è ad un'unica navata per favorire il raccoglimento dei fedeli e per non disperdere l’acustica.

## Facciate
La facciata principale è in travertino e riprende modelli romani della Controriforma e del primo Seicento, soprattutto vignoleschi e fu realizzata tra 1647 e 1663. È composta da due ordini suddivisi da lesene con capitello corinzio,  fiancheggiati da graziose nicchie senza statue e in alto da due volute, affiancate da due vasi lapidei, e sormontati dal timpano triangolare dove è inserito lo stemma, della famiglia Degli Oddi, non più leggibile perché asportato durante il periodo napoleonico. La presenza di questo stemma gentilizio si spiega perché il Vicario di Perugia, Marcantonio Degli Oddi, Vescovo dal 1659 sponsorizzò il completamento della facciata. Alla chiesa si accede da una grande scalinata a due rampe decorata da un'elegante balaustra.
La facciata laterale lungo via dei Priori, con il suo piccolo ingresso, è in mattoni a vista, segnata comunque da eleganti modanature, con tracce di grandi archi tamponati.

## Decorazione pittorica interna

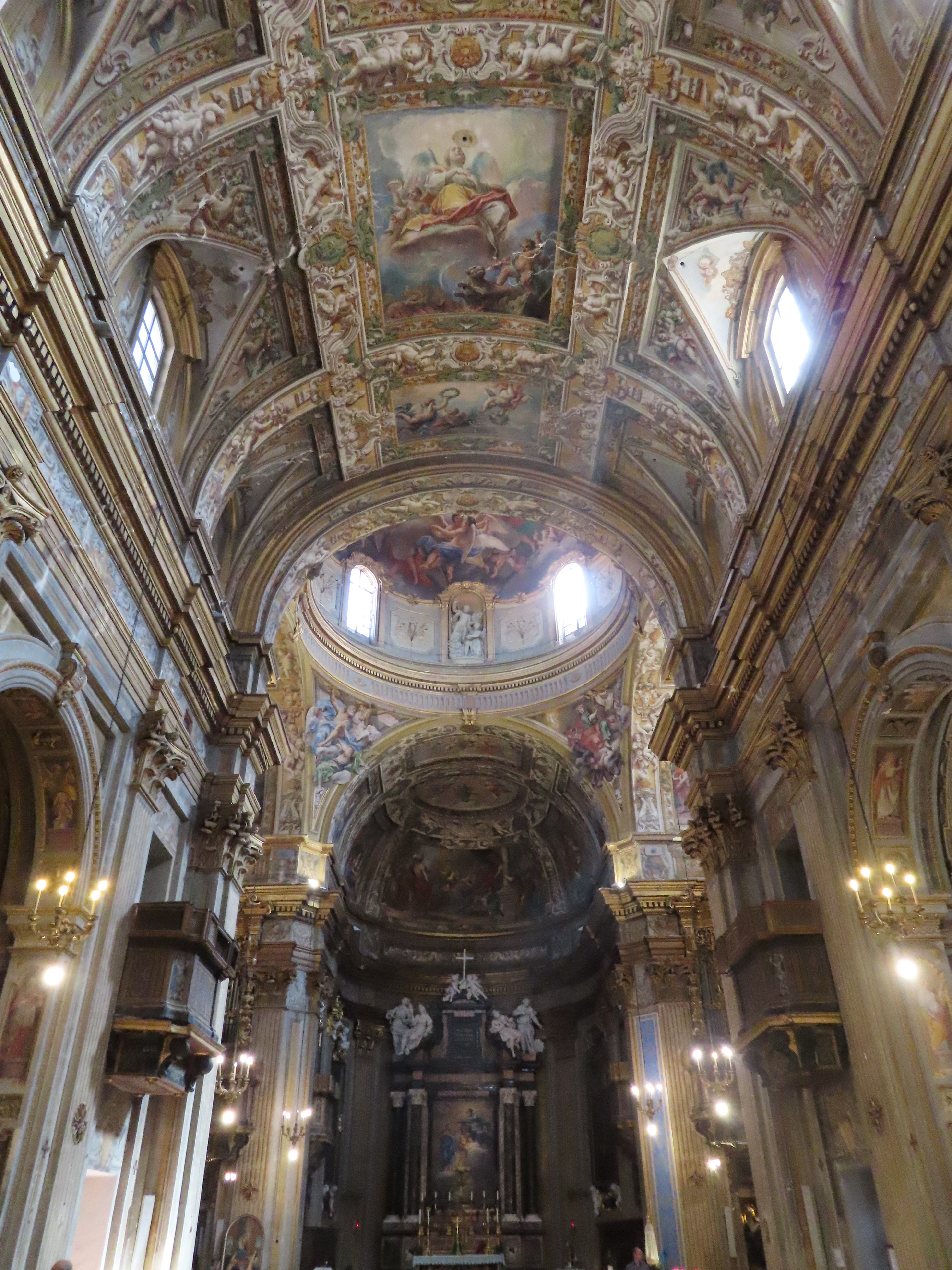
Interni

L’interno è di uno straordinario effetto spaziale ascensionale che si espande verso le rotondità della cupola e dell’abside, esempio mirabile di pittura illusionistica barocca. È riccamente decorato da tele e affreschi del Seicento e del Settecento, ispirati prevalentemente al culto mariano.

### Affreschi della volta, della cupola e del transetto

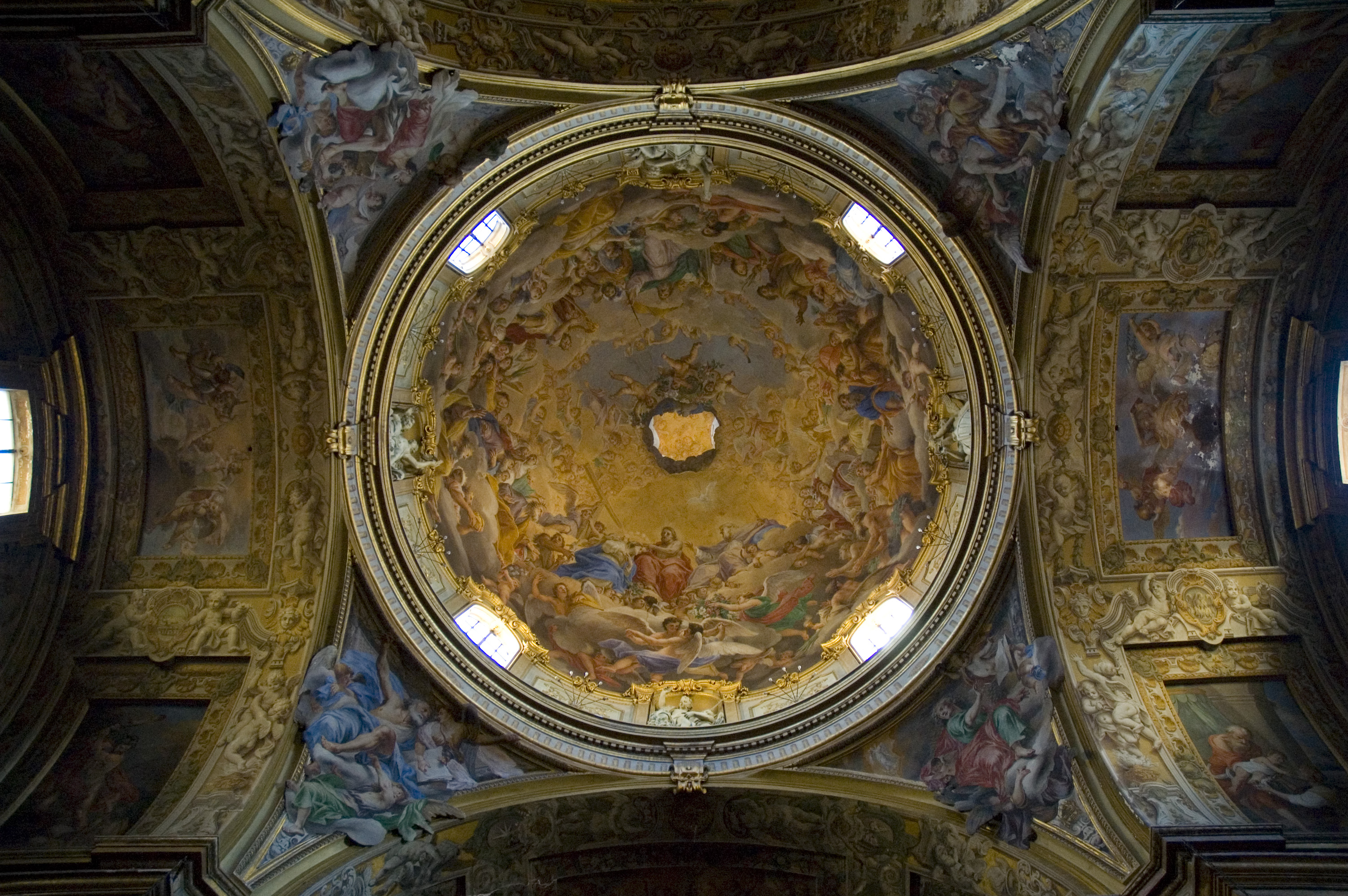
Gli affreschi all'interno della cupola

La volta della navata è affrescata da Francesco Appiani (1762) con i temi dell'Apocalisse di Giovanni, mentre le decorazioni sono di Nicola Giuli (1762). La cupola è affrescata dal marchigiano Francesco Mancini (1728) con l’Incoronazione della Vergine. Il genovese Giovanni Andrea Carlone (1668) ha dipinto I quattro Evangelisti nei pennacchi della cupola e gli affreschi del presbiterio con la Celebrazione dell’Immacolata Concezione simboleggiata da imprese delle donne bibliche (Ester, Maria di Mosè, Giaele e Debora), opere con le quali portò a Perugia il suo stile barocco, permeato di riferimenti a Pietro da Cortona e a Giovan Battista Gaulli. Di Giacinto Boccanera e Paolo Brizi (1735) sono invece gli affreschi del transetto sinistro. Di Sebastiano Ceccarini e Paolo Brizzi (1737) sono i dipinti del transetto destro, entrambi rappresentanti scene bibliche.

### Navata destra

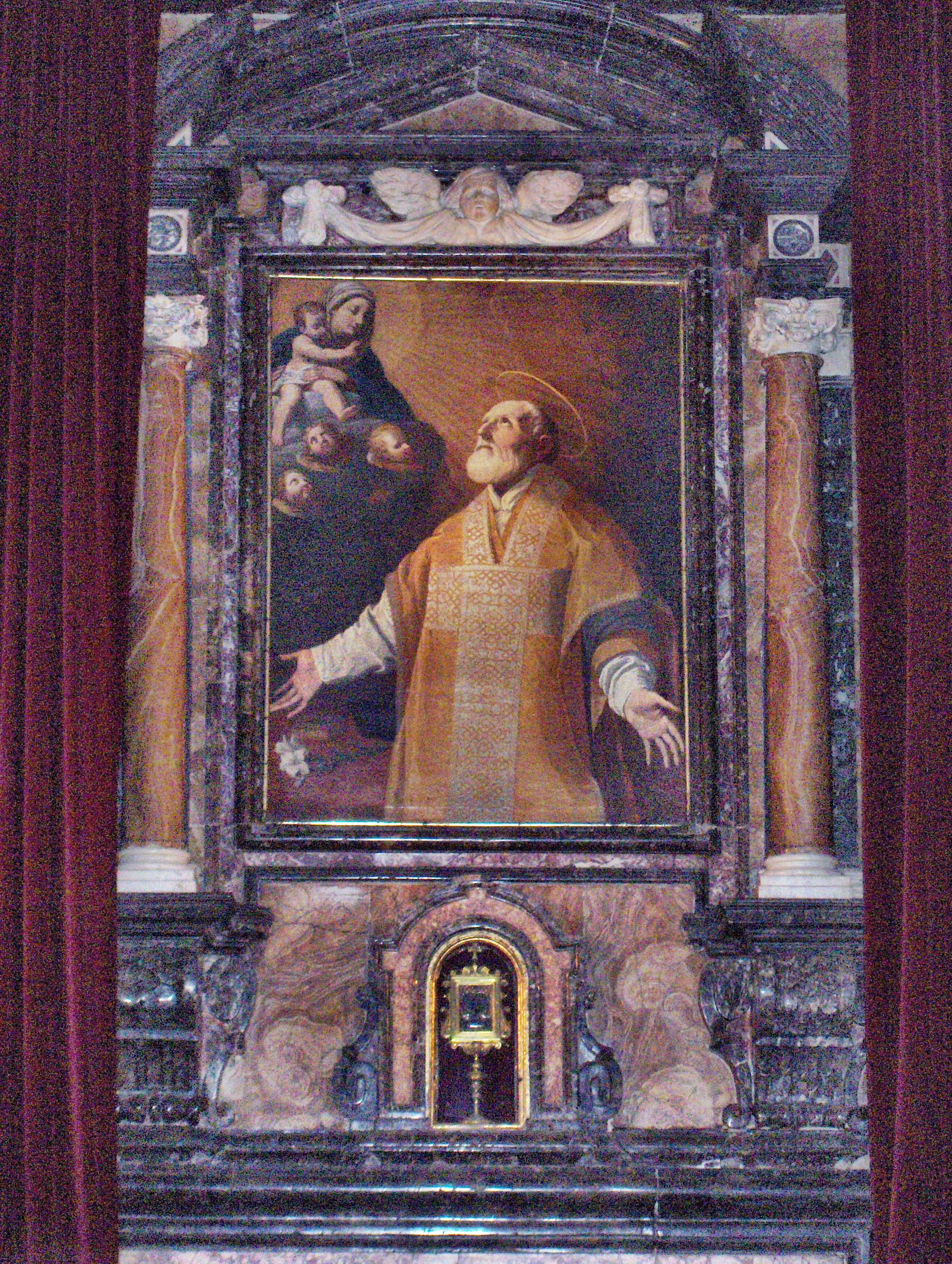
L'altare di San Filippo Neri

Iniziando il percorso dalla porta di ingresso :
- Cappella della Visitazione di Maria, affrescata da Vincenzo Monotti e da Girolamo Perugini (1776); all’altare è una tela di Giuseppe Passeri (1709) .
- Cappella della Purificazione, con affreschi di Bernardino Gagliardi (1649); all'altare era un tempo la tela di Andrea Sacchi (1631), dal 1879 alla Galleria nazionale dell'Umbria.
- Cappella dell’Assunzione, progettata dallo stesso Paolo Maruscelli con affreschi di Anton Maria Fabrizi (1636-37); all’altare è una tela di Giovanni Francesco Romanelli (XVII) in sostituzione della tela di Guido Reni oggi a Lione.
- Cappella S. Filippo Neri, situata nel transetto sinistro ed affrescata nel 1740 da Giacinto Boccanera, mentre la decorazione è di Paolo Brizi, che nella volta ha rappresentato scene bibliche. L'altare, progettato da Tommaso Stati, collaboratore anche della facciata, ospita una copia del S. Filippo Neri di Guido Reni.
- Cappellina dell’Addolorata, realizzata nel 1905 per ospitare la statua della Madonna Addolorata, venerata dalla Confraternita dell’Addolorata dalla prima metà del secolo XIX.

### Zona absidale
L’altare principale è progettato anche esso da Tommaso Stati (1655) e realizzato da Francesco Caselli come tutti gli altari delle cappelle. Vi è all'interno la grandiosa tela raffigurante l’Immacolata Concezione di Pietro da Cortona (1662). Ai due lati dell’altare centrale sono due tele del pittore perugino Pietro Montanini (1674)  rappresentanti San Gregorio Magno e San Giovanni Battista, in ricordo dei titolari delle due chiese scomparse, sulla cui area è stata costruita la nuova chiesa di San Filippo Neri.

### Navata sinistra

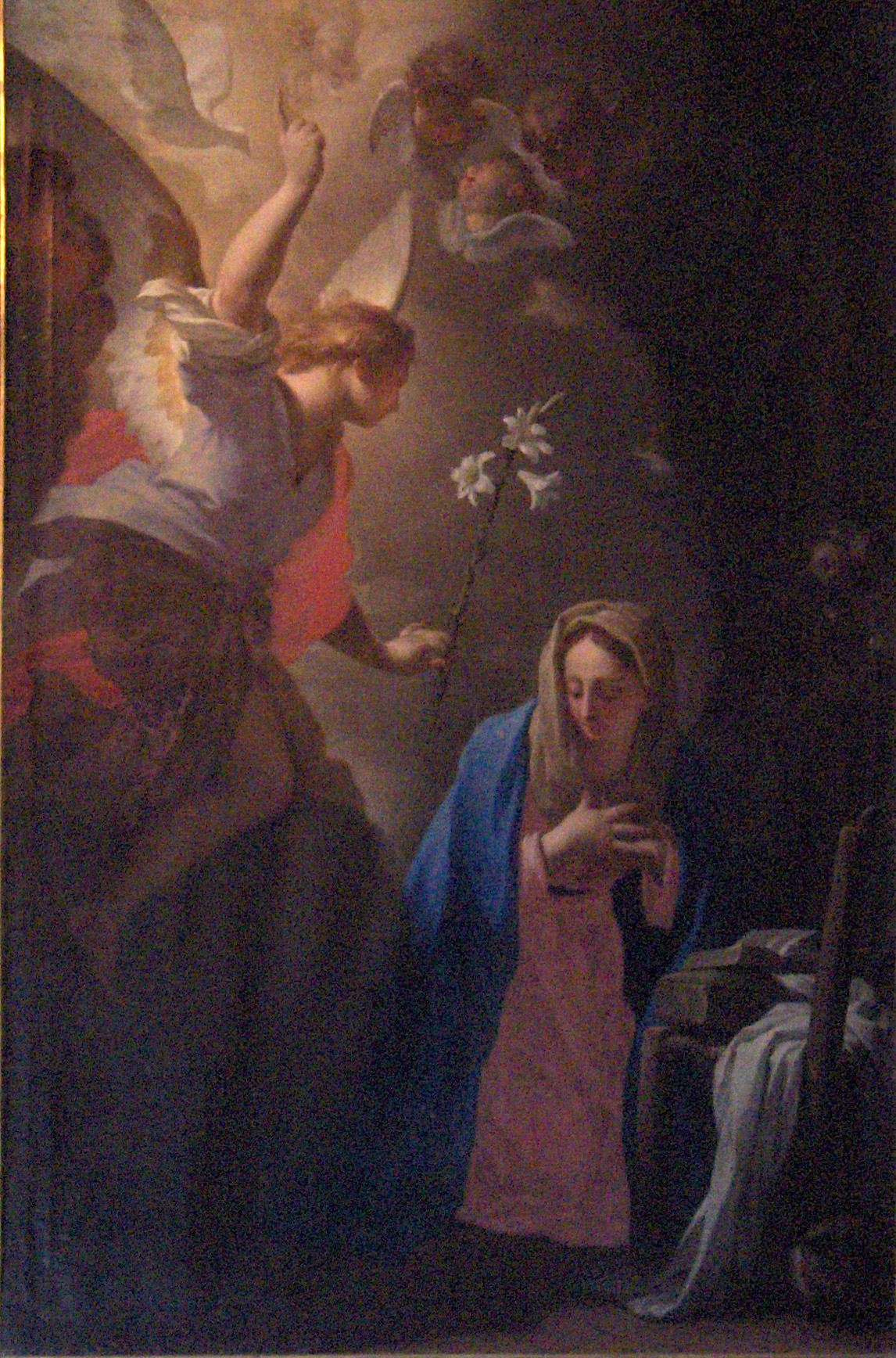
Francesco Trevisani, Annunciazione

- Cappella del Crocifisso. Situata nel transetto sinistro, fu dipinta nel 1737 da Sebastiano Ceccarini con scene bibliche, mentre le decorazioni sono di Paolo Brizi. Ha un Crocifisso in bronzo del vicentino Pasquale Pasqualini (1645), mentre le figure della Vergine e di Giovanni in rame sono state aggiunte successivamente.
- Cappellina di S. Giuseppe. Era originariamente il passaggio che conduceva alla abitazione dei Padri Filippini, e nel 1894 vi fu collocato un altare in legno intagliato e dorato dal pittore perugino Alceste Ricci dedicato a San Giuseppe.
- Cappella della Natività di Maria, decorata con affreschi di Anton Maria Fabrizi (1642), nella quale un tempo era la Natività di Pietro da Cortona ora esposta nella Galleria Nazionale dell’Umbria. Al suo posto è una tela di Simone Ciburri (XVII secolo) con S. Francesco che riceve le stimmate.
- cappella della Presentazione di Maria (o Bigazzini), con affreschi di Giovanni Andrea Carlone. Conservava una tela di Luigi Scaramuccia trasferita anch'essa nella Galleria Nazionale e sostituita ora da un dipinto di Luigi Ribustini (XIX secolo).
- cappella dell’Annunciazione con affreschi di Vincenzo Monotti e Girolamo Perugini (1766) mostra all’altare un dipinto di Francesco Trevisani (1710).

### Sacrestia
Nelle volte della sacrestia sono dipinti settecenteschi su tela di Francesco Appiani e di Valentino Carattoli. Nell’altare è un quadro di Vincenzo Pellegrini raffigurante la Vergine fra San Michele Arcangelo e Santa Maria Maddalena.

## Opere non più presenti in chiesa
La più grave perdita per la chiesa è stata l’Assunzione della Vergine di Guido Reni (1637) che, vittima delle spoliazioni napoleoniche (il quadro fu ritirato dal Commissario Tinet nel 1797), attualmente si trova al Musée des Beaux Arts di Lione. Erano in chiesa anche altre due opere di Pietro Montanini dipinte su rame, la Natività e la Deposizione che, trafugate nel 1980, sono state poi ritrovate e messe in sicurezza.

## Oratorio di Santa Cecilia
I Padri Filippini davano molta rilevanza alla musica  "ricreatrice ed educatrice di anime", tanto che annesso al complesso fu realizzato nel 1687-90 un piccolo teatro preposto agli esercizi oratoriani e alle esecuzioni musicali, che prese il nome di Oratorio di Santa Cecilia. Insieme alla Chiesa, detto Oratorio è l’unico monumento pienamente barocco della città di Perugia. Dopo decenni di degrado e abbandono è stato oggetto di un complesso ed eccellente restauro eseguito della De Feo Antonio Restauri, impresa di restauro di beni culturali Romana.

## Manifestazione ricorrente
Il venerdì di Passione (due settimane prima della Pasqua) nella chiesa si celebra La Desolata, sacra rappresentazione che si svolge ogni anno con la partecipazione dei Cantori Umbri diretti dal Maestro Sabatini.